# بواء (جنس)
البواء (الاسم العلمي: Boa)، جنس من الثعابين العاصرة (غير سامة) توجد في المكسيك وأمريكا الوسطى والجنوبية. هناك خمسة أنواع موجودة ونوع واحد منقرض.